# Doença de Haff
A doença/síndrome de Haff ou doença da urina preta se caracteriza pelo desenvolvimento da rabdomiólise (inchaço e destruição do músculo esquelético, com risco de insuficiência renal aguda) nas primeiras 24 horas após a ingestão de peixe.

## Sinais e sintomas
- Dor muscular
- Urina de cor amarronzada
- Náusea
- Dor torácica
- Vômito
- Falta de ar
- Dor a leves toques

Boca seca, dormência nas coxas ou no corpo inteiro, dores nas costas e cólicas estomacais também são relatados, mas vistos com menos frequência.

## História
Os primeiros relatos da doença aconteceram pela  primeira vez em 1924 na região de Königsberg, Alemanha (agora Kaliningrado, Rússia) na costa do Báltico, em pessoas que ficavam ao redor da parte norte da Lagoa do Vístula  (em alemão: Frisches Haff).
Após quinze anos, cerca de 1000 casos foram relatados em pessoas, pássaros e gatos, geralmente no verão e no outono, e uma ligação foi feita com o consumo de peixes (Lota lota, enguia e lúcio ). Desde aquela época, apenas relatórios ocasionais apareceram sobre a doença, principalmente da União Soviética e da Alemanha
Em 1997, seis casos da doença de Haff foram relatados na Califórnia e no Missouri, todos após o consumo de peixe búfalo (Ictiobus cyprinellus).
Em julho e agosto de 2010, dezenas de pessoas contraíram rabdomiólise após comer Procambarus clarkii em Nanjing, China . Um mês depois, as autoridades chinesas alegaram que eles foram vítimas da doença de Haff.
Um surto foi relatado no Brooklyn, Nova York, em 18 de novembro de 2011, quando dois membros da família foram atingidos pela síndrome depois de comer peixe búfalo. Em 4 de fevereiro de 2014, dois casos de doença de Haff foram relatados no Condado de Cook, Illinois, após o consumo de peixe búfalo.

## Toxicidade
A natureza exata da toxina encontrada no peixe ainda não está esclarecida. Durante o surto ocorrido nos Estados Unidos, uma toxina lipossolúvel foi identificada pelo Centers for Disease Control and Prevention em outros peixes da mesma origem, com produção de sintomas semelhantes em ratos.

## Casos no Brasil
Um surto da doença de Haff aconteceu na Bahia, que durou de dezembro de 2016 a abril de 2017, com 67 casos identificados. Em agosto de 2018, um casal de São Paulo, sudeste do Brasil, adoeceu e precisou ser internada após comer um peixe, conhecido como "arabaiana" ou "olho-de-boi", que haviam comprado na cidade de Fortaleza, Estado do Ceará, e que parecia "perfeito". No dia seguinte à internação, as pacientes já apresentavam alteração na urina, que, segundo a mulher que adoeceu, estava muito escura, parecia mesmo Coca-Cola.[carece de fontes?]
Em 2 de março de 2021, uma mulher de 31 anos de Recife, morreu de doença de Haff consumir o peixe arabaiana. Em setembro de 2021, novos casos foram relatados no estado do Pará com o consumo de peixes em mal acondicionamento, acarretando na morte de um homem na cidade de Santarém.